# بقيرة (صحابية)
بقيرة صحابية لها رواية عن الرسول محمد، وروى عنها محمد بن إبراهيم بن الحاررث التيمي. زوجها القعقاع بن أبي حدرد الأسلمي.